# Miami Open 2003
Il Miami Open 2003 (conosciuto anche come NASDAQ-100 Open, per motivi di sponsorizzazione) è stato un torneo di tennis giocato sulla cemento. È stata la 19ª edizione del Miami Open, che faceva parte della categoria ATP Masters Series nell'ambito dell'ATP Tour 2003, e della Tier I nell'ambito del WTA Tour 2003. Sia il torneo maschile che quello femminile si sono giocati al Tennis Center at Crandon Park di Key Biscayne in Florida, dal 19 marzo al 30 marzo 2003.

## Campioni

### Singolare maschile
Andre Agassi ha battuto in finale  Carlos Moyá con il punteggio di 6–3, 6–3

### Singolare femminile
Serena Williams ha battuto in finale  Jennifer Capriati con il punteggio di 4–6, 6–4, 6–1

### Doppio maschile
Roger Federer /  Maks Mirny hanno battuto in finale  Leander Paes /  David Rikl con il punteggio di 7–5, 6–3

### Doppio femminile
Liezel Huber /  Magdalena Maleeva hanno battuto in finale  Shinobu Asagoe /  Nana Miyagi con il punteggio di 6–4, 3–6, 7–5